# Wala Heilmittel
Die WALA Heilmittel GmbH (kurz: WALA) ist ein von Rudolf Hauschka im Jahr 1935 begründetes Unternehmen, das unter Beachtung der anthroposophischen Weltanschauung Arzneimittel (etwa 900 Produkte) und Kosmetik (rund 130 Produkte) herstellt. Der Name WALA leitet sich aus den Initialen der Herstellverfahren Wärme – Asche, Licht – Asche ab.

## Produkte und Marken
Zu dem Unternehmen WALA Heilmittel GmbH aus dem schwäbischen Bad Boll gehören die Marke WALA Arzneimittel und Dr. Hauschka Kosmetik sowie die Produktlinie Dr. Hauschka Med. Unter der Marke Dr. Hauschka stellt WALA ausschließlich Naturkosmetik her. Alle Produkte von Dr. Hauschka sind durch das Natrue-Gütesiegel für echte Natur- und Biokosmetik zertifiziert.
Die WALA-Arzneimittel werden in Apotheken, die nicht apothekenpflichtigen Arzneimittel auch in Bioläden verkauft. Dr. Hauschka Kosmetik und Dr. Hauschka Med Präparate wurden zunächst nur im Fachhandel im engeren Sinn (Bioläden, Reformhäusern, Apotheken und bei Dr. Hauschka-Kosmetikerinnen) verkauft. Seit Anfang 2007 wurde die Vertriebspolitik der Marke geändert. Sie soll sich als Luxusmarke im Naturkosmetiksortiment etablieren, weshalb sie breit in Parfümerien und Warenhäusern (Karstadt, KaDeWe) vertrieben wird.

## Geschichte
In den 1920er Jahren suchte der Chemiker Rudolf Hauschka nach neuen Formen der Arzneimittelzubereitung und kam in Kontakt mit dem Begründer der Anthroposophie, Rudolf Steiner (1861–1925). Auf dessen Hinweis: „Studieren Sie die Rhythmen, Rhythmus trägt Leben“ entwickelte Hauschka einen „rhythmischen Herstellungsprozess“, mit dem er einen „über 30 Jahre haltbaren wässrigen Pflanzenauszug“ fertigen konnte, ohne dabei die traditionelle Konservierung mit Alkohol verwenden zu müssen (Rosen, 1929). Der Herstellungsprozess beinhaltet „WALA“: Erwärmen-Abkühlen, Belichten-Abdunkeln.
Auf der Basis dieses Verfahrens stellte Hauschka Mittel her und gründete 1935 das erste WALA Laboratorium in Ludwigsburg. In dieser Zeit wurden die bis heute geltenden Unternehmensgrundsätze formuliert. Wegen Verbots der Anthroposophie im Dritten Reich und Gestapo-Haft Hauschkas musste das WALA-Laboratorium 1941 schließen.
1947 eröffnete Hauschka nach dem Krieg die WALA erneut, damals auf dem Gelände des biologisch-homöopathischen Krankenhauses in Höllriegelskreuth bei München, das bis 1950 von Margarethe Hauschka-Stavenhagen geleitet wurde. 1950 zog das Unternehmen, das damals 7 Mitarbeiter beschäftigte, nach Eckwälden bei Bad Boll um. Zum 1. Januar 1953 wandelten Rudolf Hauschka, Margarethe Hauschka-Stavenhagen, die Laborleiterin Maja Mewes und der Kaufmann Max Kaphahn die WALA in eine Offene Handelsgesellschaft (OHG), die WALA-Heilmittellaboratorium Dr. R. Hauschka OHG um, die 1979 in eine Besitzgesellschaft (WALA-Heilmittel Dr. Hauschka OHG) und eine Betriebsgesellschaft (WALA Heilmittel GmbH) aufgespalten wurde.
Ab 1967 wurde die Kosmetik-Produktlinie durch Elisabeth Sigmund aufgebaut.
1986 wurde die WALA in zwei Stiftungsunternehmen, die WALA Stiftung (100%ige Gesellschafterin der WALA Heilmittel GmbH) und die Dr. Hauschka Stiftung, mit einem Stiftungskapital in einer Höhe von 2,7 Millionen DM, umgewandelt. Das Unternehmen dient dem Stiftungszweck und ein Eigentümerwechsel ist ausgeschlossen. 1983 hatte das Unternehmen etwa 175 Beschäftigte und einen Jahresumsatz von etwa 17 Millionen DM; 2009 waren es rund 700 Mitarbeiter und ein Umsatz von 96 Millionen Euro. Mit dem Jahresabschluss zum Geschäftsjahr 2018 war die Zahl der Mitarbeiter auf 1.024 angestiegen. Der Umsatz in 2018 betrug 138,6 Millionen Euro.

## Kritik und Kontroversen
2012 wurde bekannt, dass Wala mit Claus Fritzsche einen Betreiber mehrerer Websites finanzierte, der sich selbst als Journalist bezeichnete und sich auf diesen der Diffamierung von Kritikern komplementärmedizinischer Praktiken widmete. Dabei verwendete Fritzsche verschiedene Server, die sich gegenseitig verlinkten, um so die Suchergebnisse u. a. von Google zu manipulieren und so die Kritik in den Vordergrund zu rücken. Ein Opfer dieser Praxis war z. B. der britische Forscher Edzard Ernst.
Im Sommer 2009 wurden die Räumlichkeiten durch Mitarbeiter des Bundeskartellamtes durchsucht. Die Behörde vermutete, dass die Firma ihren Händlern die Verkaufspreise diktiere. Ein Firmensprecher wies dagegen die Vorwürfe zurück. Ende Juli 2013 wurde das Verfahren mit einem Vergleich beendet; dabei verhängte das Bundeskartellamt Geldbußen in Höhe von insgesamt 6,5 Millionen Euro gegen das Unternehmen und verantwortliche Mitarbeiter.